# 出水市立江内小学校
出水市立江内小学校（いずみしりつ えうちしょうがっこう）は、鹿児島県出水市高尾野町江内にある市立小学校。

## 沿革
- 1879年（明治12年） - 荒崎小学校として創立。
- 1889年（明治22年） - 出水村立江内小学校に改称。
- 1947年（昭和22年） - 三笠村立江内小学校に改称。
- 1949年（昭和24年） - 大字江内が江内村として分割されたのに伴い、江内村立江内小学校に改称。
- 1959年（昭和34年） - 江内村と高尾野町が合併したのに伴い、高尾野町立江内小学校に改称。
- 1978年（昭和53年） - 創立100周年記念式典
- 2006年（平成18年） - 出水市、高尾野町、野田町の合併により出水市立江内小学校と改称。

## アクセス
- 国道3号線荒崎入口交差点から車10分